# USC Paredes
USC Paredes is een Portugese voetbalclub uit de plaats Paredes, dat een district is van de stad Porto. De club is opgericht op 13 december 1924, als een fusie tussen 3 voetbalclubs.
De traditionele clubkleur is blauw. De club werd in 2022 kampioen van de Campeonato de Portugal. Hierdoor komt de club in het seizoen van 2022/23 uit in de Liga 3, het derde niveau. Echter degradeerde de club dat seizoen direct terug naar het vierde niveau.